# Lehendakari

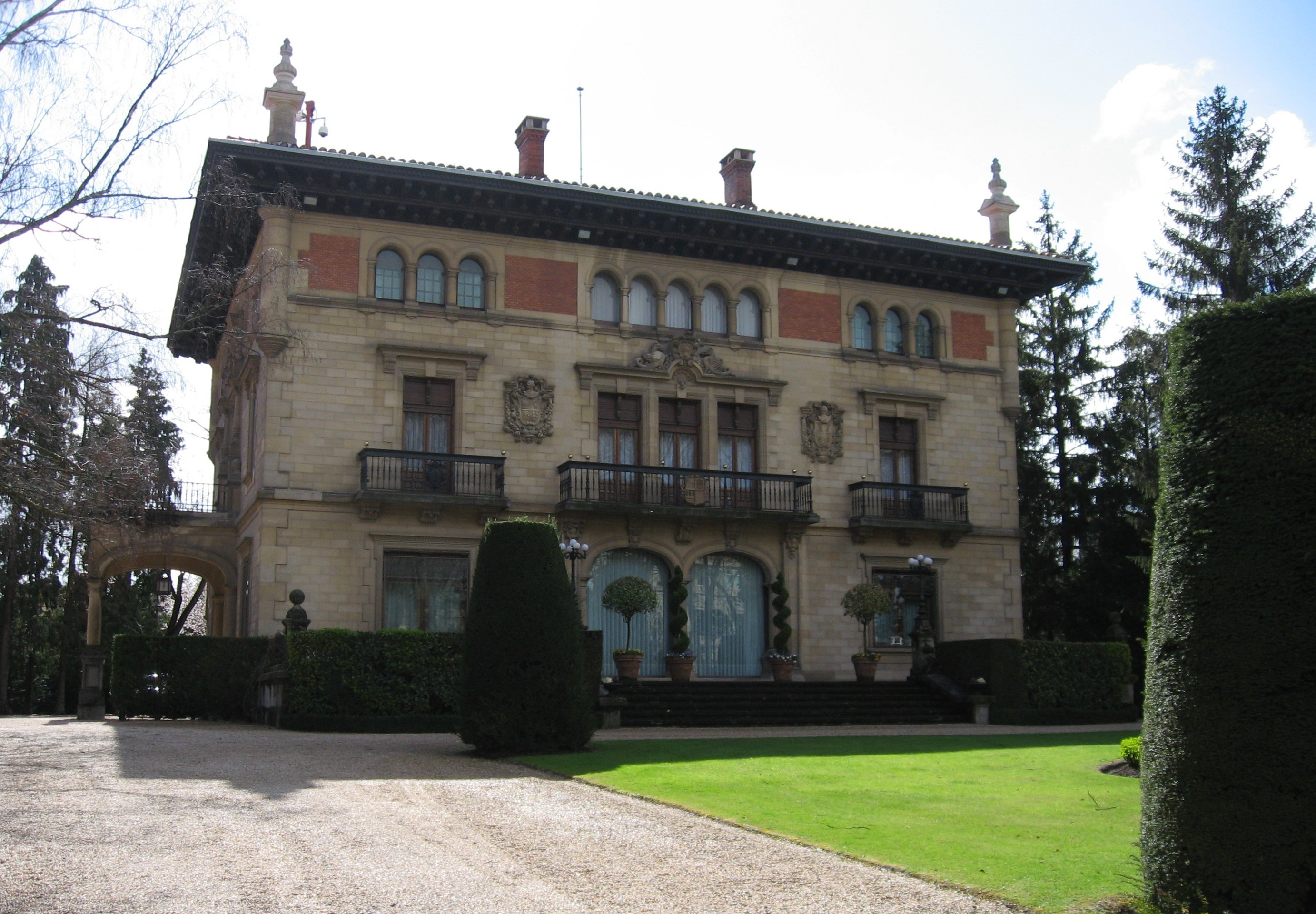
Palacio de Ajuria Enea, w którym urzęduje Lehendakari Rządu Baskijskiego

Lehendakari (hiszp. lendakari) – baskijskie określenie szefa rządu Kraju Basków. Słowo lehendakari dosłownie oznacza pierwszy sekretarz, zaś oficjalna nazwa stanowiska to Eusko Jaurlaritzako lehendakaria (Przewodniczący Rządu Baskijskiego). Lehendakari rezyduje w Pałacu Ajuria Enea znajdującym się w mieście Vitoria. Aktualnie (wrzesień 2017) stanowisko to piastuje  Iñigo Urkullu Renteria z Nacjonalistycznej Partii Basków (PNV).

## Termin „lehendakari”
Przed ustanowieniem oficjalnej ortografii języka baskijskiego (tzw. euskera batúa) w latach '70 XX wieku, używano formy Euzko Jaurlaritzaren Lendakari. Zarówno Euzkadi/Euskadi jak i lendakari są w języku baskijskim neologizmami. Stworzyli je członkowie Nacjonalistyczna Partia Basków (Partido Nacionalista Vasco). Pochodzi od słów „lehen” (pierwszy) i „idazkari” (sekretarz).
W języku baskijskim istnieją słowa presidente (rząd) i gobernu (rząd), jednak są stosowane w odniesieniu do innych premierów, prezydentów i rządów. Słowo lehendakari używane jest dla przewodniczącego rządu baskijskiego i czasem w stosunku do szefa rządu Nawarry (Nafarroako Gobernuaren lehendakari).
Również przewodniczący parlamentów Kraju Basków i Nawarry w euskera nazywani są „lehendakari”.
Określenie lehendakari zyskało z czasem szersze znaczenie – nawet prezydent klubu piłkarskiego może być określany mianem lehendakari, choć zwykle jest nazywany presidente.
Jedyną formą akceptowana przez Królewską Akademię Hiszpańską, najważniejsza instytucję językową w Hiszpanii, jest lendakari.

## Lista Przewodniczących Rządu Baskijskiego
Zarówno pierwszy szef baskijskiego rządu José Antonio Aguirre y Lecube, jak i jego następca Jesús María de Leizaola Sánchez używali tytułu lehendakari. Ramón Rubial Cavia, przewodniczący istniejącej przed przyjęciem statutu autonomii Kraju Basków Baskijskiej Rady Generalnej nie jest zwykle uważany za jednego z lehendakariak. Szczególnie stanowczo odrzucają to baskijscy nacjonaliści, którzy legitymizację kolejnych szefów rządów baskijskich wywodzą od Leizaoli, nie zaś z przemian ustrojowych w Hiszpanii końca lat 70. Forma lehendakari jest powszechnie używana począwszy od rządów Carlosa Garaikoetxea Urriza, drugiego przewodniczącego Baskijskiej Rady Generalnej.

### Rząd Kraju Basków (Gobierno de Euzkadi) –Druga Republika Hiszpańskai rządy na uchodźstwie (1936–1979)

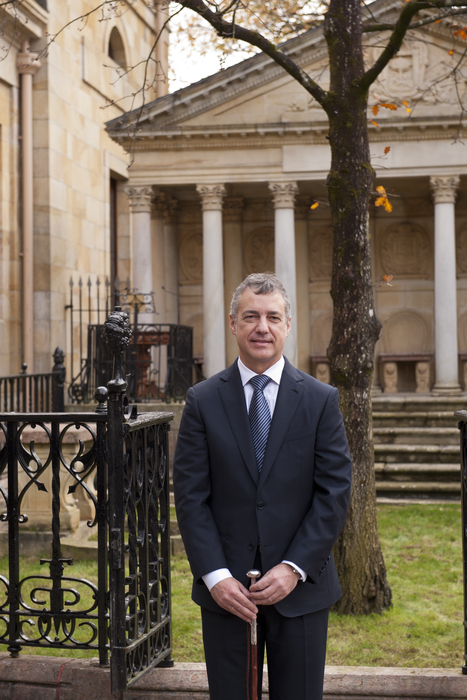
Iñigo Urkullu

| Lehendakari                     | Początek rządów | Koniec rządów | Partia                                                            |
| José Antonio Aguirre y Lecube   | 1936            | 1960          | Nacjonalistyczna Partia Basków (Partido Nacionalista Vasco - PNV) |
| Jesús María de Leizaola Sánchez | 1960            | 1979          | Nacjonalistyczna Partia Basków (Partido Nacionalista Vasco - PNV) |

### Baskijska Rada Generalna (1978–1980)
| Lehendakari                | Początek rządów | Koniec rządów | Partia                                                                   |
| Ramón Rubial Cavia         | 1978            | 1979          | Socjalistyczna Partia Kraju Basków (Partido Socialista de Euskadi - PSE) |
| Carlos Garaikoetxea Urriza | 1979            | 1980          | Nacjonalistyczna Partia Basków (Partido Nacionalista Vasco - PNV)        |

### Rząd Baskijski (od 1980)
| Lehendakari                    | Początek rządów | Koniec rządów | Partia                                                                   |
| Carlos Garaikoetxea Urriza     | 1980            | 1985          | Nacjonalistyczna Partia Basków (Partido Nacionalista Vasco - PNV)        |
| José Antonio Ardanza Garro     | 1985            | 1999          | Nacjonalistyczna Partia Basków (Partido Nacionalista Vasco - PNV)        |
| Juan José Ibarretxe Markuartu  | 1999            | 2009          | Nacjonalistyczna Partia Basków (Partido Nacionalista Vasco - PNV)        |
| Francisco Javier López Álvarez | 2009            | 2012          | Socjalistyczna Partia Kraju Basków (Partido Socialista de Euskadi - PSE) |
| Iñigo Urkullu Renteria         | 2012            | nadal         | Nacjonalistyczna Partia Basków (Partido Nacionalista Vasco - PNV)        |

José Antonio Aguirre był pierwszym lehendakari Regionu Automicznego Kraju Basków, jednak generał Francisco Franco w roku 1936 zawiesił statut autonomiczny i specjalne przywileje ekonomiczne prowincji Gipuzkoa i Vizcaya, które uznał za zdradzieckie prowincje. Rząd Kraju Basków funkcjonował na wygnaniu w oparciu o te same partie, które tworzyły go w czasie wojny w kraju.